# Brooklyn Aviators
Brooklyn Aviators byl profesionální americký klub ledního hokeje, který sídlil v New Yorku. V letech 2010–2012 působil v profesionální soutěži Federal Hockey League. Před vstupem do FHL působil v North East Professional Hockey League. Aviators ve své poslední sezóně v FHL skončily ve čtvrtfinále play-off. Své domácí zápasy odehrával v hale Aviator Sports and Events Centerk. Klubové barvy byly černá, červená a stříbrná.

## Historické názvy
Zdroj: 
- 2009 – New York Aviators
- 2011 – Brooklyn Aviators

## Úspěchy
- Vítěz NEPHL ( 1× )
  - 2009/10

## Přehled ligové účasti
Zdroj: 
- 2009–2010: North East Professional Hockey League
- 2010–2012: Federal Hockey League